# فاروق حضراوي
فاروق عبد الرحمن حضراوي (1946)، مؤذن المسجد الحرام ومؤذن مسجد نمرة في مشعر عرفة في مكة المكرمة، ولد في 10 رمضان 1365 هـ بمدينة الطائف غرب السعودية.

## نشأته
عاش طفولته الأولى في حارة الشامية وتحديدا في الجزء الجنوبي منها، حيث كان منزل والده الزعيم عبد الرحمن حضراوي يقع في قمتها أمام قلعة جبل هندي الشهيرة، وفي هذا المكان المطل على المسجد الحرام من جهته الشمالية تفتحت آذانه وقلبه على أصوات مؤذني المسجد الحرام، حيث تردد صدى أصواتهم في حجرات بيته وأزقة حارته ليلا ونهارا، وكان من أشهر من تأثر بهم الشيخ يعقوب شاكر، وحسن لبني، وعبد الله بصنوي، وصالح فيده، وعبد الرحمن مؤذن، وغيرهم من كبار مؤذني تلك الفترة.
بدأ الشيخ مشواره الدراسي سنة 1371 هـ بالتحاقه بالمدرسة العزيزية الابتدائية، مبتدئا بحفظ أجزاء من القرآن الكريم على يد الشيخ محمد أمين ميرداد، ومنها انتقل مواصلا دراسته في المدرسة السعودية، حيث أنتقل سكن الأسرة إلى حي الروضة. وبعد أن أكمل تعليمه الابتدائي انتقل إلى المدرسة الرحمانية المتوسطة في الشعب، وكان من مدرسيها في تلك الفترة الأستاذ الدردوم، مرجع اللغة العربية في وقته، والأستاذ فيصل فطاني، والأستاذ الميرزا. أما المرحلة الثانوية فقد قضاها في رحاب المدرسة العزيزية الثانوية، ليحصل منها على شهادة الثانوية العامة والتي كانت تؤهله للالتحاق بالوظيفة التي يرغبها في تلك الفترة.

## حياته العملية
بدأ الشيخ فاروق حضراوي حياته العملية موظفاً بوزارة الحج والأوقاف (وزارة الحج والعمرة حاليا) بداية من سنة 1385 هـ، واستمر فيها متنقلا بين أقسامها وإدارتها حتى استقال منها سنة 1405 هـ، إلى أنه عاد إليها متعاقدا في نفس العام بطلب من الشيخ عبد الوهاب بن أحمد عبد الواسع، وزير الحج والأوقاف، وظل فيها حتى سنة 1431 هـ.

## علاقته بالأذان
بدأت علاقة الشيخ فاروق حضراوي بالأذان في مراحل مبكرة من حياته، حيث كان يؤذن في المدرسة بطلب من معلميه، كما أذن في عدد من المحافل الخاصة والمناسبات إلى جانب أذانه في بعض المساجد متطوعا. فقد تطوع وهو دون السابعة عشرة من عمره بالأذان في مسجد حي الروضة، برفقة الشيخ صالح بن عبد الله بن حميد، والذي كان إماما في نفس المسجد، والذي يعتبره الشيخ فاروق أول من أشاد بجمال صوته، وشجعه على الأذان. ثم انتقل للأذان في مسجد آخر في حي الروضة أيضا، مع المؤذن الشيخ عبد الله بن عبد القادر سباك بداية من عام 1381 هـ.
أما علاقته الرسمية بالأذان فبدأت من مسجد السيدة عائشة (مسجد العمرة)، حيث تعين فيه رسميا بداية من سنة 1394 هـ وحتى سنة 1403 هـ، وهي السنة التي أنتقل فيها إلى العاصمة الرياض، حيث أنتقل عمله إلى هناك. ورفع الأذان في الرياض من مسجد رئاسة مجلس الوزراء، كما تعين مؤذنا في مسجد الإمام محمد بن سعود الكبير حتى سنة 1405 هـ، وهي السنة التي أنتقل فيها إلى مكة المكرمة مرة أخرى. وكان في فترة الإجازات والموسم التي يقضيها في مكة المكرمة في تلك الفترة يؤذن في مسجد الشيخ عبد القادر فقيه في حي العزيزية، مع الشيخ عبد الله سباك المؤذن الرسمي للمسجد المذكور، ليتعين في هذا المسجد بشكل رسمي بداية من سنة 1405 هـ بترشيح من الشيخ عبد الرحمن فقيه خلفا للشيخ عبد الله سباك، والذي أنتقل للحرم المكي الشريف، وقد ظل مؤذنا في هذا المسجد حتى عام 1431 هـ.
كما تعين بداية من سنة 1403 هـ مؤذنا موسميا في مساجد المشاعر الثلاثة (منى ومزدلفة وعرفات)، حيث كان يؤذن فيها تبعا لترتيب المناسك، ليكتفي بعدها بالأذان في مسجد نمرة بداية من عام 1410 هـ وحتى الآن. 
وفي محرم 1415 هـ تقرر تعيينه مؤذنا رسميا في المسجد الحرام وحتى الآن. كما رفع الأذان في العاصمة البريطانية لندن لعامين على التوالي 1428 هـ ، 1429 هـ.